# Dialog Semiconductor
Dialog Semiconductor ontwikkelt sterk geïntegreerde schakelingen waarbij analoge en digitale elektronica samengevoegd is.
Het bedrijf heeft onder andere producten voor zuinige draadloze communicatie, ledverlichting, de auto-industrie, vermogensomzetting, audio en aansturing voor multi-touchschermen.
ADVA Optical Networking ·
Aixtron ·
BB Biotech ·
Bechtle ·
CANCOM ·
Carl Zeiss Meditec ·
Dialog Semiconductor ·
Drägerwerk ·
Drillisch ·
Euromicron ·
Evotec ·
Freenet ·
Jenoptik ·
LPKF Laser & Electronics AG ·
Kontron ·
Morphosys ·
Nordex ·
Pfeiffer Vacuum ·
PSI ·
Qiagen ·
QSC ·
Sartorius ·
SMA Solar Technology ·
Software AG ·
Stratec Biomedical ·
Süss Microtec ·
Telefónica Deutschland Holding AG ·
United Internet ·
Wirecard ·
XING